# Rarities and B-Sides
Rarities and B-Sides es una compilación de B-sides, outtakes, y demos de la banda estadounidense The Smashing Pumpkins. Según la EMI este compilado está disponible como transferencia directa digital y solamente se puede encontrar en iTunes o cualquier otro Web site digital abastecedora de servicio. La mayoría de los tracks se pueden encontrar en ediciones previas de B-sides, ediciones en vivo y demos, como el Pisces Iscariot, Siamese Singles, The Aeroplane Flies High, Judas 0 y Earphoria. Lo notable es que este lanzamiento ha permitido ofrecer siete pistas que sólo estaban disponible en vinilo.

## Lista de canciones
1. "Rhinoceros" (Lull)
2. "Blue" (Lull), (Pisces Iscariot)
3. "Slunk" (Lull)
4. "Bye June" (Lull)
5. "Siva" (Siva), (Peel Sessions)
6. "A Girl Named Sandoz" (Peel Sessions), (Pisces Iscariot)
7. "Smiley" (Peel Sessions)
8. "I Am One" (I Am One)
9. "Plume" (I Am One), (Pisces Iscariot)
10. "Starla" (I Am One), (Pisces Iscariot)
11. "Bullet Train To Osaka" (I Am One)
12. "Terrapin" (Syd Barrett cover, recorded live at Rose Records in Chicago, IL on 06/23/91) (I Am One)
13. "Disarm" (Disarm)
14. "Soothe" Disarm (Pisces Iscariot)
15. "Blew Away" Disarm (Pisces Iscariot)
16. "Siamese Dream" (Disarm), (Siamese Singles)
17. "Landslide" (Disarm), (Pisces Iscariot)
18. "Dancing In The Moonlight" (Disarm)
19. "Today" (Today)
20. "Hello Kitty Kat" (Today), (Pisces Iscariot)
21. "Obscured" (Today), (Pisces Iscariot)
22. "Cherub Rock" (Cherub Rock)
23. "Pissant" (Cherub Rock), (Pisces Iscariot) (versión Japonesa (Siamese Dream)
24. "French Movie Theme" (Cherub Rock), (Pisces Iscariot), (Earphoria)
25. "Purr Snickety" (Cherub Rock), (Siamese Singles)
26. "Not Worth Asking" (I Am One), versión en vinilo del (Pisces Iscariot)
27. "Honeyspider II" (Early 1989 Demos), versión en vinilo del (Pisces Iscariot)
28. "Infinite Sadness" (versión en vinilo del (Mellon Collie and the Infinite Sadness)
29. "1979" (Vocal Mix) (1979)
30. "1979" (Instrumental Mix) (1979)
31. "Bullet With Butterfly Wings" (Bullet With Butterfly Wings), (The Aeroplane Flies High)
32. "...Said Sadly" (Bullet With Butterfly Wings), (The Aeroplane Flies High)
33. "You're All I've Got Tonight" (The Cars cover) (The Aeroplane Flies High)
34. "Clones (We're All)" Alice Cooper cover) (The Aeroplane Flies High)
35. "A Night Like This" (The Cure cover) (The Aeroplane Flies High)
36. "Destination Unknown" (Missing Persons cover) (The Aeroplane Flies High)
37. "Dreaming" (Blondie cover) (The Aeroplane Flies High)
38. "1979" 1979, (The Aeroplane Flies High)
39. "Ugly" 1979, (The Aeroplane Flies High)
40. "The Boy" 1979, (The Aeroplane Flies High)
41. "Cherry" 1979, (The Aeroplane Flies High)
42. "Set The Ray To Jerry" (1979), (The Aeroplane Flies High), (Judas 0)
43. "Zero" (Zero), (The Aeroplane Flies High)
44. "God" (Zero), (The Aeroplane Flies High)
45. "Mouth Of Babes" (Zero), (The Aeroplane Flies High)
46. "Tribute To Johnny" (Zero), (The Aeroplane Flies High)
47. "Marquis In Spades" (Zero), (The Aeroplane Flies High), (Judas 0)
48. "Pennies" (Zero), (The Aeroplane Flies High)
49. "Pastichio Medley" – (Zero), (The Aeroplane Flies High)
50. "Tonight, Tonight" (Tonight, Tonight), (The Aeroplane Flies High)
51. "Meladori Magpie" (Tonight, Tonight), (The Aeroplane Flies High)
52. "Rotten Apples" (Tonight, Tonight), (The Aeroplane Flies High)
53. "Medellia of the Gray Skies" (Tonight, Tonight), (The Aeroplane Flies High
54. "Jupiter's Lament" Tonight, Tonight, The Aeroplane Flies High)
55. "Blank" (Tonight, Tonight), (The Aeroplane Flies High)
56. "Tonite Reprise" (aparece en la versión de vinilo del Mellon Collie and the Infinite Sadness), (Tonight, Tonight), (The Aeroplane Flies High)
57. "Thirty-Three" (Thirty-Three), (The Aeroplane Flies High)
58. "The Last Song" (Thirty-Three), (The Aeroplane Flies High)
59. "The Aeroplane Flies High (Turns Left, Looks Right)" (Thirty-Three), (The Aeroplane Flies High)
60. "Transformer" (Thirty-Three), (The Aeroplane Flies High)
61. "The Bells" (Thirty-Three), The Aeroplane Flies High
62. "My Blue Heaven" Thirty-Three (The Aeroplane Flies High)
63. "Speed Kills" (aparece en la versión de vinilo del MACHINA/The Machines of God), (Stand Inside Your Love)
64. "Hope" (Still Becoming Apart)
65. "Blissed And Gone" (Still Becoming Apart), (Judas 0)
66. "Apathy's Last Kiss" (Today), (Siamese Singles), (Still Becoming Apart)
67. "Mayonaise" (Acoustico) (Still Becoming Apart)
68. "Eye" (Lost Highway), (Still Becoming Apart), (Rotten Apples)
69. "Lucky 13" (Machina II), (Judas 0)
70. "The Aeroplane Flies High" (Judas 0)
71. "Because You Are" (Judas 0)
72. "Slow Dawn" (Machina II), (Judas 0)
73. "Believe" (1979), (The Aeroplane Flies High), (Judas 0)
74. "My Mistake" (Judas 0)
75. "Here's To The Atom Bomb" (Try, Try, Try), (Judas 0)
76. "Sparrow" (Judas 0)
77. "Waiting" (Judas 0)
78. "Saturnine" (Machina II), (Judas 0)
79. "Rock On" (Judas 0)
80. "Winterlong" (Judas 0)
81. "Soot And Stars" (Judas 0)
82. "Ava Adore" (Ava Adore)
83. "Czarina" (Ava Adore)
84. "Once In A While" (versión japonesa del Adore), (Ava Adore)
85. "Perfect" (Perfect)
86. "Summer" (Perfect)
87. "Perfect" (Nellee Hooper Mix) (Perfect)
88. "Perfect" (Nellee Hooper Instrumental) (Perfect)
89. "Perfect" (Perfecto Mix) (Perfect)
90. "Perfect" (Perfecto Dub) (Perfect)
91. "Perfect" (Elekrto Breakbeat Mix) (Perfect)
92. "Daphne Descends" (Kerry B. Mix) (Perfect)
93. "Christmastime" (Very Special Christmas 3)
94. "Drown" (Singles), (Rotten Apples)
95. "Glynis" (No Alternative)
96. "Sad Peter Pan" (cover) (with Red Red Meat) (Sweet Relief II: Gravity of the Situation)
97. "The End Is the Beginning Is the End" (Batman & Robin), (The End Is the Beginning Is the End)
98. "The Beginning Is The End Is The Beginning" (Batman & Robin), (The End Is the Beginning Is the End)
99. "The Ethers Tragic" (The End Is the Beginning Is the End)
100. "The Guns Of Love Disastrous" (The End Is the Beginning Is the End)
101. "Sinfony" (Earphoria)
102. "Quiet" (Live in Atlanta, 1993) (Earphoria)
103. "Disarm" (Live on English TV, 1993) (Earphoria)
104. "Cherub Rock" (Acoustic) (Live on MTV Europe, 1993) (Earphoria)
105. "Today" (Live in Chicago, 1993) (Earphoria)
106. "Bugg Superstar" (Earphoria)
107. "I Am One" (Live in Barcelona) (Earphoria)
108. "Pulseczar" (Earphoria)
109. "Soma" (Live in London, 1994) (Earphoria)
110. "Slunk" (Live on Japanese TV, 1992) (Earphoria)
111. "Geek U.S.A." (Live on German TV, 1993) (Earphoria)
112. ""Mayonaise" (Acoustic) (Live Everywhere, 1988-1994) (Earphoria)
113. "Why Am I So Tired?" (Earphoria)
114. "Never Let Me Down Again" (Depeche Mode cover) (Rocket), (Siamese Singles), (For The Masses: An Album of Depeche Mode Songs), (Not Another Teen Movie)

- Datos: Q3311686